# 케이트 하우이
케이트 루이즈 하우이(영어: Kate Louise Howey, 1973년 5월 31일~)는 영국의 전직 유도 선수이다. 1992년 하계 올림픽 여자 미들급에서 동메달을 획득했으며 2000년 하계 올림픽에서 여자 미들급 은메달을 획득했다. 또한 세계 선수권 대회에서 금메달 1개, 은메달 2개, 동메달 2개를 획득했다.